# Cyrtusa
Cyrtusa är ett släkte av skalbaggar som beskrevs av Wilhelm Ferdinand Erichson 1842. Cyrtusa ingår i familjen mycelbaggar.
Släktet innehåller bara arten Cyrtusa subtestacea.